# Oscarverleihung 1996
Übersicht aller ausgezeichneten Filme

◄◄ | ◄ | 1992 | 1993 | 1994 | 1995 | Oscarverleihung 1996 | 1997 | 1998 | 1999 | 2000 | ► | ►►

Weitere Ereignisse
Die Oscarverleihung 1996 fand am 25. März 1996 im Dorothy Chandler Pavilion in Los Angeles statt. Es waren die 68th Annual Academy Awards. Im Jahr der Auszeichnung werden immer Filme des vergangenen Jahres ausgezeichnet, in diesem Fall also die Filme des Jahres 1995.

## Moderation
Whoopi Goldberg führte zum zweiten Mal als Moderatorin durch die Oscarverleihung. Die Präsentatoren der Kandidaten sind bei den jeweiligen Kategorien weiter unten aufgeführt.

## Gewinner und Nominierungen

### Bester Film
| Statistik (aufgeführt werden Filme mit mehr als einer Nominierung) N=Nominierung; S=Sieg |    |   |
| Film                                                                                     | N  | S |
| Braveheart                                                                               | 10 | 5 |
| Apollo 13                                                                                | 9  | 2 |
| Ein Schweinchen namens Babe                                                              | 7  | 1 |
| Sinn und Sinnlichkeit                                                                    | 7  | 1 |
| Der Postmann                                                                             | 5  | 1 |
| Dead Man Walking – Sein letzter Gang                                                     | 4  | 1 |
| Leaving Las Vegas                                                                        | 4  | 1 |
| Nixon                                                                                    | 4  | 0 |
| Batman Forever                                                                           | 3  | 0 |
| Crimson Tide – In tiefster Gefahr                                                        | 3  | 0 |
| Toy Story                                                                                | 3  | 0 |
| Geliebte Aphrodite                                                                       | 2  | 1 |
| Little Princess                                                                          | 2  | 0 |
| Pocahontas                                                                               | 2  | 2 |
| Restoration – Zeit der Sinnlichkeit                                                      | 2  | 2 |
| Richard III.                                                                             | 2  | 0 |
| Sabrina                                                                                  | 2  | 0 |
| 12 Monkeys                                                                               | 2  | 0 |
| Die üblichen Verdächtigen                                                                | 2  | 2 |

präsentiert von Sidney Poitier
Braveheart – Bruce Davey, Mel Gibson, Alan Ladd junior
Apollo 13 – Brian Grazer
Der Postmann (Il Postino) – Gaetano Daniele, Mario Cecchi Gori, Vittorio Cecchi Gori
Ein Schweinchen namens Babe (Babe) – Bill Miller, George Miller, Doug Mitchell
Sinn und Sinnlichkeit (Sense and Sensibility) – Lindsay Doran

### Beste Regie
präsentiert von Robert Zemeckis
Mel Gibson – Braveheart
Mike Figgis – Leaving Las Vegas
Chris Noonan – Ein Schweinchen namens Babe (Babe)
Michael Radford – Der Postmann (Il Postino)
Tim Robbins – Dead Man Walking – Sein letzter Gang (Dead Man Walking)

### Bester Hauptdarsteller
präsentiert von Jessica Lange
Nicolas Cage – Leaving Las Vegas
Richard Dreyfuss – Mr. Holland’s Opus
Anthony Hopkins – Nixon
Sean Penn – Dead Man Walking – Sein letzter Gang (Dead Man Walking)
Massimo Troisi – Der Postmann (Il Postino)

### Beste Hauptdarstellerin
präsentiert von Tom Hanks
Susan Sarandon – Dead Man Walking – Sein letzter Gang (Dead Man Walking)
Elisabeth Shue – Leaving Las Vegas
Sharon Stone – Casino
Meryl Streep – Die Brücken am Fluß (The Bridges of Madison County)
Emma Thompson – Sinn und Sinnlichkeit (Sense and Sensibility)

### Bester Nebendarsteller
präsentiert von Dianne Wiest
Kevin Spacey – Die üblichen Verdächtigen (The Usual Suspects)
James Cromwell – Ein Schweinchen namens Babe (Babe)
Ed Harris – Apollo 13
Brad Pitt – 12 Monkeys (Twelve Monkeys)
Tim Roth – Rob Roy

### Beste Nebendarstellerin
präsentiert von Martin Landau
Mira Sorvino – Geliebte Aphrodite (Mighty Aphrodite)
Joan Allen – Nixon
Kathleen Quinlan – Apollo 13
Mare Winningham – Georgia
Kate Winslet – Sinn und Sinnlichkeit (Sense and Sensibility)

### Bestes adaptiertes Drehbuch
präsentiert von Anthony Hopkins
Emma Thompson – Sinn und Sinnlichkeit (Sense and Sensibility)
William Broyles junior, Al Reinert – Apollo 13
Mike Figgis – Leaving Las Vegas
George Miller, Chris Noonan – Ein Schweinchen namens Babe (Babe)
Anna Pavignano, Michael Radford, Furio Scarpelli, Giacomo Scarpelli, Massimo Troisi – Der Postmann (Il Postino)

### Bestes Original-Drehbuch
präsentiert von Susan Sarandon
Christopher McQuarrie – Die üblichen Verdächtigen (The Usual Suspects)
Woody Allen – Geliebte Aphrodite (Mighty Aphrodite)
Joel Cohen, Pete Docter, John Lasseter, Joe Ranft, Alec Sokolow, Andrew Stanton, Joss Whedon – Toy Story
Stephen J. Rivele, Oliver Stone, Christopher Wilkinson – Nixon
Randall Wallace – Braveheart

### Beste Kamera
präsentiert von Jim Carrey
John Toll – Braveheart
Michael Coulter – Sinn und Sinnlichkeit (Sense and Sensibility)
Stephen Goldblatt – Batman Forever
Emmanuel Lubezki – Little Princess (A Little Princess)
Lü Yue – Shanghai Serenade (Yao a yao yao dao waipo qiao)

### Bestes Szenenbild
präsentiert von Emma Thompson
Eugenio Zanetti – Restoration – Zeit der Sinnlichkeit (Restoration)
Merideth Boswell, Michael Corenblith – Apollo 13
Kerrie Brown, Roger Ford – Ein Schweinchen namens Babe (Babe)
Tony Burrough – Richard III.
Cheryl Carasik, Bo Welch – Little Princess (A Little Princess)

### Bestes Kostüm-Design
präsentiert von Pierce Brosnan, Naomi Campbell und Claudia Schiffer
James Acheson – Restoration – Zeit der Sinnlichkeit (Restoration)
Jenny Beavan, John Bright – Sinn und Sinnlichkeit (Sense and Sensibility)
Shuna Harwood – Richard III.
Charles Knode – Braveheart
Julie Weiss – 12 Monkeys (Twelve Monkeys)

### Bestes Make-up
präsentiert von Alicia Silverstone
Lois Burwell, Peter Frampton, Paul Pattison – Braveheart
Ken Diaz, Mark Sanchez – Meine Familie (My Family)
Colleen Callaghan, Greg Cannom, Robert Laden – Familien-Bande (Roommates)

### Beste Filmmusik (Original Dramatic Score)
präsentiert von Quincy Jones und Sharon Stone
Luis Bacalov – Der Postmann (Il Postino)
Patrick Doyle – Sinn und Sinnlichkeit (Sense and Sensibility)
James Horner – Apollo 13
James Horner – Braveheart
John Williams – Nixon

### Beste Filmmusik (Original Musical or Comedy Score)
Alan Menken, Stephen Schwartz – Pocahontas
Randy Newman – Toy Story
Thomas Newman – Entfesselte Helden (Unstrung Heroes)
Marc Shaiman – Hallo, Mr. President (The American President)
John Williams – Sabrina

### Bester Song
präsentiert von Angela Bassett und Laurence Fishburne
„Colors of the Wind“ aus Pocahontas – Alan Menken, Stephen Schwartz
„Dead Man Walking“ aus Dead Man Walking – Sein letzter Gang (Dead Man Walking) – Bruce Springsteen
„Have You Ever Really Loved a Woman?“ aus Don Juan DeMarco – Bryan Adams, Michael Kamen, Robert John Lange
„Moonlight“ aus Sabrina – Alan Bergman, Marilyn Bergman, John Williams
„You’ve Got a Friend in Me“ aus Toy Story – Randy Newman

### Bester Schnitt
präsentiert von Goldie Hawn und Kurt Russell
Daniel P. Hanley, Mike Hill – Apollo 13
Marcus D’Arcy, Jay Friedkin – Ein Schweinchen namens Babe (Babe)
Richard Francis-Bruce – Sieben (Se7en)
Chris Lebenzon – Crimson Tide – In tiefster Gefahr (Crimson Tide)
Steven Rosenblum – Braveheart

### Beste Tonmischung
präsentiert von Steven Seagal
Rick Dior, David MacMillan, Scott Millan, Steve Pederson – Apollo 13
Anna Behlmer, Scott Millan, Andy Nelson, Brian Simmons – Braveheart
Michael Herbick, Petur Hliddal, Donald O. Mitchell, Frank A. Montaño – Batman Forever
William B. Kaplan, Rick Kline, Kevin O’Connell, Gregory H. Watkins – Crimson Tide – In tiefster Gefahr (Crimson Tide)
Gregg Landaker, Steve Maslow, Keith A. Wester – Waterworld

### Bester Tonschnitt
Lon Bender, Per Hallberg – Braveheart
John Leveque, Bruce Stambler – Batman Forever
George Watters II – Crimson Tide – In tiefster Gefahr (Crimson Tide)

### Beste visuelle Effekte
präsentiert von Will Smith
Scott E. Anderson, John Cox, Charles Gibson, Neal Scanlan – Ein Schweinchen namens Babe (Babe)
Leslie Ekker, Michael Kanfer, Robert Legato, Matt Sweeney – Apollo 13

### Bester Dokumentarfilm (Kurzfilm)
präsentiert von Nicolas Cage und Elisabeth Shue
One Survivor Remembers – Kary Antholis
Jim Dine: A Self-Portrait on the Walls – Nancy Dine, Richard Stilwell
Never Give Up: The 20th Century Odyssey of Herbert Zipper – Freida Lee Mock, Terry Sanders
The Shadow of Hate – Charles Guggenheim
Wunderwelt der Meere (The Living Sea) – Alec Lorimore, Greg MacGillivray

### Bester Dokumentarfilm (Langform)
präsentiert von Nicolas Cage und Elisabeth Shue
Anne Frank – Zeitzeugen erinnern sich (Anne Frank Remembered) – Jon Blair
Hank Aaron: Chasing the Dream – Michael Tollin
Die Schlacht um Citizen Kane (The Battle Over Citizen Kane) – Michael Epstein, Thomas Lennon
Small Wonders – Allan Miller, Walter Scheuer
Troublesome Creek – Ein Western der anderen Art (Troublesome Creek: A Midwestern) – Steven Ascher, Jeanne Jordan

### Bester Kurzfilm (Animiert)
präsentiert von Kareem Abdul-Jabbar und Jackie Chan
Wallace & Gromit – Unter Schafen (Wallace & Gromit in A Close Shave) – Nick Park
Gagarin – Alexei Charitidi
Micky Monster Maus (Runaway Brain) – Chris Bailey
The Chicken from Outer Space – John R. Dilworth
The End – Robin Bargar, Chris Landreth

### Bester Kurzfilm (Live Action)
präsentiert von Kareem Abdul-Jabbar und Jackie Chan
Lieberman in Love – Christine Lahti, Jana Sue Memel
Duke of Groove – Thom Colwell, Griffin Dunne
Kehrmänner (Brooms) – Luke Cresswell, Steve McNicholas
Little Surprises – Tikki Goldberg, Jeff Goldblum
Tuesday Morning Ride – Dianne Houston, Joy Ryan

### Bester Fremdsprachiger Film
präsentiert von Mel Gibson
Antonias Welt (Antonia), Niederlande – Marleen Gorris
Die Kinder von Saigon (Poussières de vie), Algerien – Rachid Bouchareb
Der Mann, der die Sterne macht (L’Uomo delle stelle), Italien – Giuseppe Tornatore
O Quatrilho, Brasilien – Fábio Barreto
Schön ist die Jugendzeit (Lust och fägring stor), Schweden – Bo Widerberg

## Ehren-Oscars

### Honorary Award
präsentiert von Steven Spielberg
- Kirk Douglas

präsentiert von Robin Williams
- Chuck Jones

### Gordon E. Sawyer Award
präsentiert von Richard Dreyfuss
- Donald C. Rogers